# Тргове-Свини
Тргове-Свини (чеш. Trhové Sviny) — город и муниципалитет с расширенными полномочиями, расположенный на территории района Ческе-Будеёвице Южночешского края.

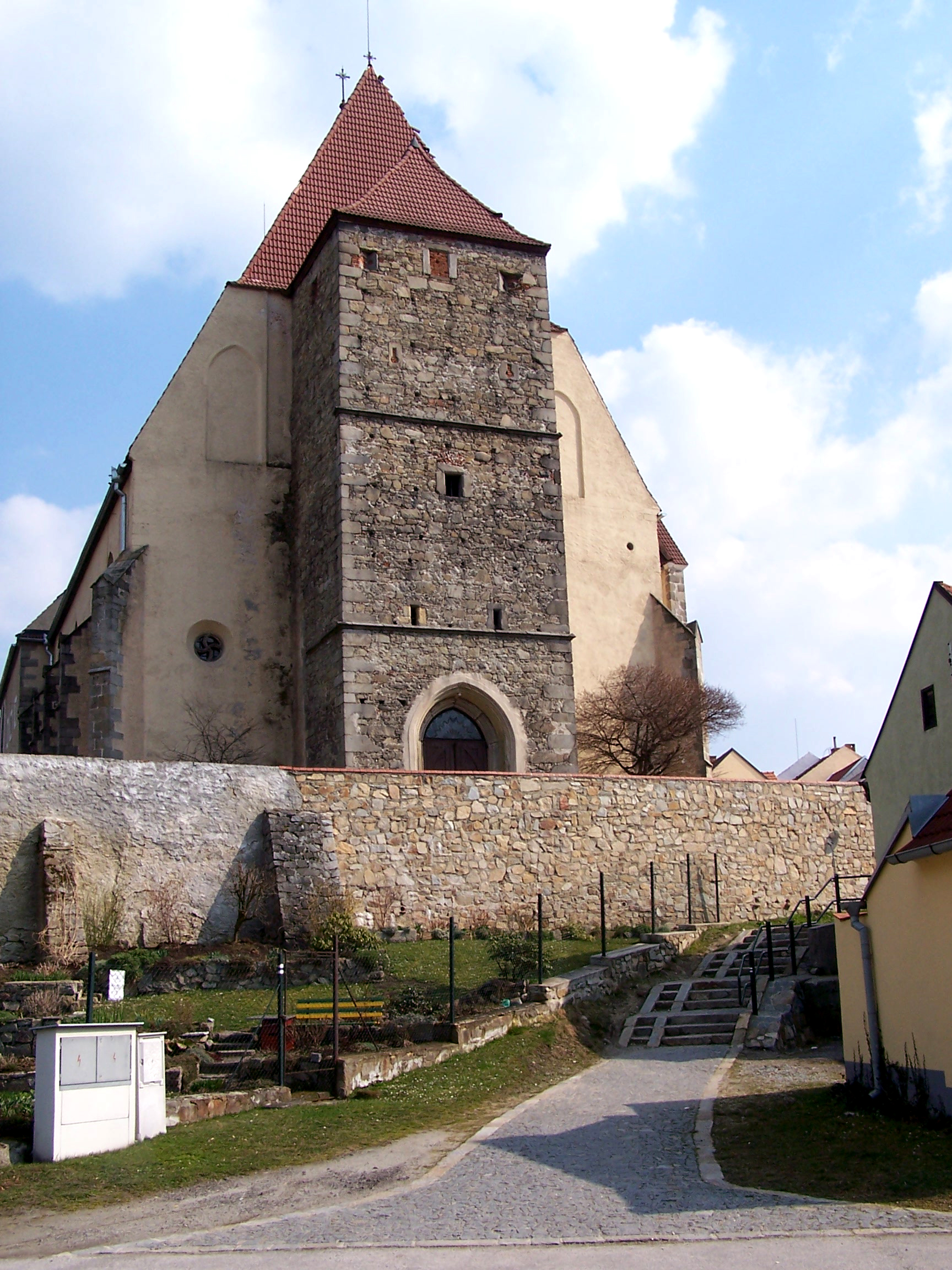
Костёл Вознесения Девы Марии, XIII век

## История
Около середины XIII века на старой торговой Виторазской дороге возникли деревня и крепость, первоначальное название деревни было, вероятно, Свинице. В 1260 году в источниках в качестве владельца крепости и деревни фигурирует представитель ландштейнской ветви рода Витковичей Ойирж из Ломнице (также известный как Ойирж из Свин) (ум. 1306), который позднее передал их во владение своему племяннику Воку из Ландштейна (ум. ок. 1300). От Вока эти владения перешли по наследству его троим сыновьям. Младший из них, Ойирж из Ландштейна (ум. 1327), вступил в монастырь доминиканцев в Сезимово-Усти, которому пожертвовал свою треть свиницких владений. После смерти Ойиржа монастырь продал эти владения его троюродному брату Вилему I из Ландштейна (ум. 1356), который затем скупил доли братьев Ойиржа, став единственным владельцем Свиницкого панства.
Сын Вилема I Витек II из Ландштейна в 1359 году продали Свини панам из Рожмберка, которые включили их в состав Новоградского панства. Во начале гуситских войн Свиницкий замок приобрел стратегическое значение, по причине чего в 1420 году был занят Яном Жижкой. Когда же после войны замок вернулся во владение Ольдржиха II из Рожмберка, тот нашёл его в столь повреждённом состоянии, что не стал восстанавливать и оставил на произвол судьбы. К 1480 году замок был уже в большей своей части разрушен и разобран на камни, использовавшиеся в строительстве других объектов. В настоящее время на месте Свиницкого замка находится Козинова площадь, а от самого замка не осталось ни малейшего следа.
В обмен на утраченные во время войны привилегии, 30 ноября 1437 года Ольдржих II из Рожмберка пожаловал местечку Свини право на получение выморочного имущества. Следующие привилегии были пожалованы королём Владиславом II: 20 марта 1481 года Свини получили право проводить два раза в год большую ярмарку, а 26 сентября 1482 года — право варить пиво и «мильную привилегию», то есть монопольное право городских ремесленных цехов на торговлю определёнными типами товаров в черте города и в радиусе одной мили от неё. С тех пор местечко стали называть Тргове-Свини.
Цеховые объединения ремесленников возникли в Тргове-Свини в XV веке, первым из которых был цех суконщиков, учреждённый в 1454 году. Очевидно, что предоставление «мильной привилегии» положительно сказалось на дальнейшем развитии этих ремесленных объединений. Со временем наиболее почётное место среди ремесленников Тргове-Свини заняли местные сапожники. В 60-х годах XIX века в Тргове-Свини началось производство пуговиц.

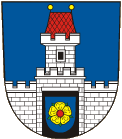
Старая версия герба города с золотой розой ранов из Градца.

Городская торговля традиционно была ориентирована на Верхнюю и Нижнюю Австрию, при этом Тргове-Свини стали важным торговым центром своей округи. В 1950—1960 годах Тргове-Свини были районным центром.
За свою историю Тргови-Свини перенесли несколько разрушительных пожаров: в 1549 году пожар уничтожил 131 дом, во время Восстания чешских сословий в 1619 году город был полностью разграблен и сожжён, а в 1828 году город выгорел вновь. Результатом этих бедствий стало то, что в современном городе Тргови-Свини не сохранилось практически ни одного старинного жилого здания.
В 2003 году был видоизменён герб города: золотая геральдическая роза панов из Градца, которые никогда не владели Свиницким панством, была заменена красной розой панов из Рожмберка.

## Достопримечательности города и округи

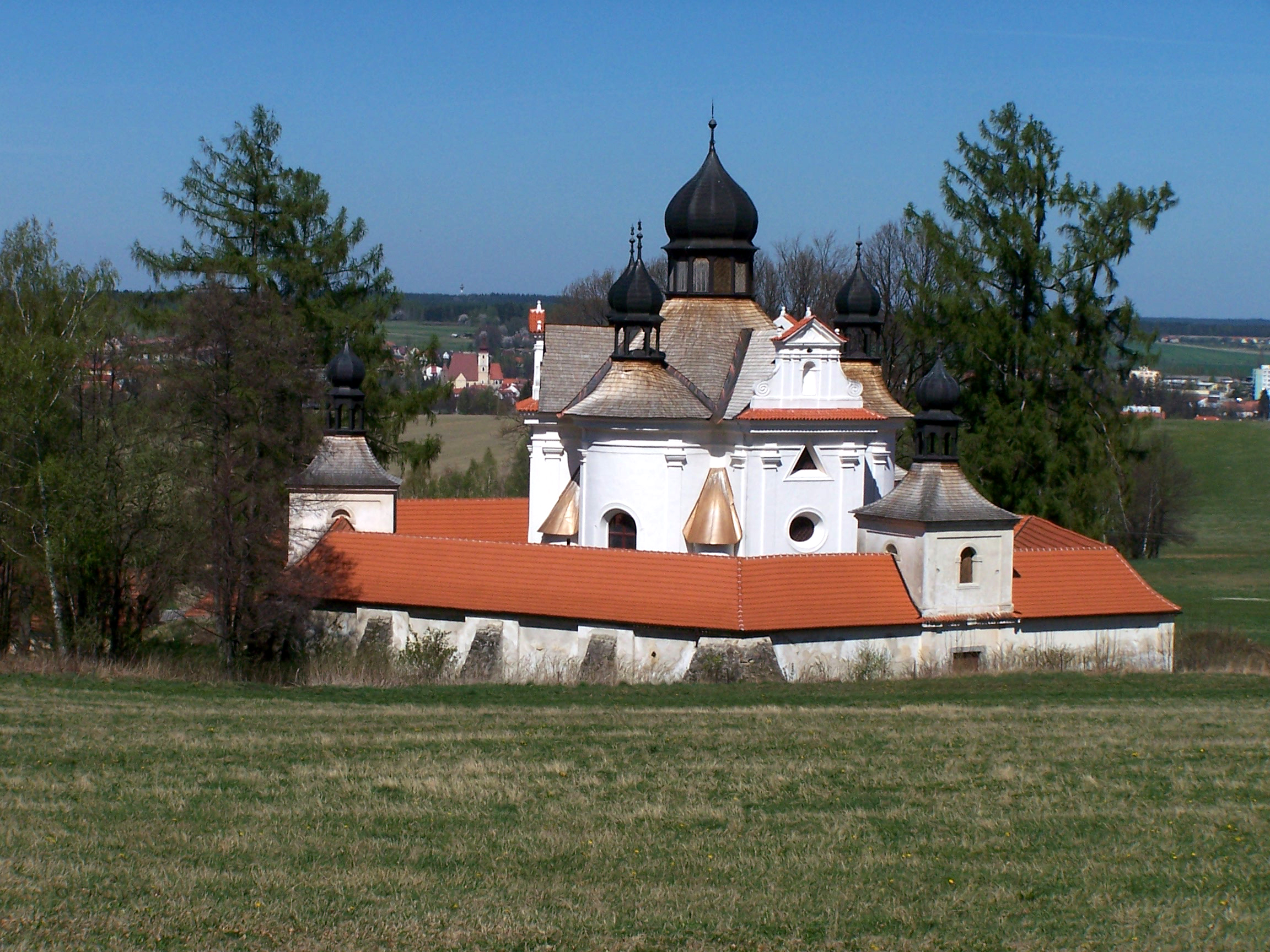
Паломнический костёл Пресвятой Троицы.

- Паломнический костёл Пресвятой Троицы — построен в 1708—1710 годах в стиле барокко;
- Костёл Взятия на небо Девы Марии — основан в конце XIII века в готическом стиле;
- Бушкова кузница (Бушкув-Гамр) — исторический памятник;
- Городская ратуша — упоминается с конца XVI века, в нынешнем виде перестроена в 1845 году;

## Части города
Бржези, Буквице, Чержеёв, Градек, Едовари, Нехов, Нежетице, Отевек, Печин, Ранков, Тодне, Тргове-Свини, Тршебичко, Веселка.

## Образование
В Тргове-Свини действуют начальная школа, восьмилетняя гимназия и два профессионально-технических училища.

## Экономика
В городе производятся медицинские материалы, организована деревообработка.

## Население
| Год  | Численность | Численность |
| ---- | ----------- | ----------- |
| 1869 | 5436        | [ 5 ]       |
| 1880 | 5742        | [ 5 ]       |
| 1890 | 5430        | [ 5 ]       |
| 1900 | 5525        | [ 5 ]       |
| 1910 | 5625        | [ 5 ]       |
| 1921 | 5223        | [ 5 ]       |
| 1930 | 4823        | [ 5 ]       |
| 1950 | 3809        | [ 5 ]       |
| 1961 | 4136        | [ 5 ]       |
| 1970 | 4006        | [ 5 ]       |
| 1980 | 4461        | [ 5 ]       |
| 1991 | 4632        | [ 5 ]       |
| 2001 | 4620        | [ 5 ]       |
| 2014 | 5002        | [ 6 ]       |
| 2016 | 5094        | [ 7 ]       |
| 2017 | 5128        | [ 8 ]       |
| 2018 | 5132        | [ 9 ]       |
| 2019 | 5154        | [ 10 ]      |
| 2020 | 5207        | [ 11 ]      |
| 2021 | 5279        | [ 12 ]      |
| 2022 | 5187        | [ 13 ]      |
| 2023 | 5291        | [ 14 ]      |
| 2024 | 5284        | [ 3 ]       |